# Bastien Meupiyou
Ndemeni Bastien Meupiyou Menadjou (París, Francia, 19 de marzo de 2006) es un futbolista francés que juega de defensa en el Wolverhampton Wanderers F. C. de la Premier League.

## Estadísticas

### Clubes
Actualizado al último partido disputado el 21 de octubre de 2023.
| Club                                     | Div.          | Temporada     | Liga  | Liga  | Copas nacionales | Copas nacionales | Copas internacionales | Copas internacionales | Total | Total |
| Club                                     | Div.          | Temporada     | Part. | Goles | Part.            | Goles            | Part.                 | Goles                 | Part. | Goles |
| ---------------------------------------- | ------------- | ------------- | ----- | ----- | ---------------- | ---------------- | --------------------- | --------------------- | ----- | ----- |
| F. C. Nantes II Francia                  | 4.ª           | 2022-23       | 14    | 0     | ―                | ―                | ―                     | ―                     | 14    | 0     |
| F. C. Nantes II Francia                  | 4.ª           | 2023-24       | 3     | 0     | ―                | ―                | ―                     | ―                     | 3     | 0     |
| F. C. Nantes II Francia                  | Total club    | Total club    | 17    | 0     | 0                | 0                | 0                     | 0                     | 17    | 0     |
| F. C. Nantes Francia                     | 1.ª           | 2023-24       | 1     | 0     | 0                | 0                | ―                     | ―                     | 1     | 0     |
| F. C. Nantes Francia                     | Total club    | Total club    | 1     | 0     | 0                | 0                | 0                     | 0                     | 1     | 0     |
| Wolverhampton Wanderers F. C. Inglaterra | 1.ª           | 2024-25       | 0     | 0     | 0                | 0                | ―                     | ―                     | 0     | 0     |
| Wolverhampton Wanderers F. C. Inglaterra | Total club    | Total club    | 0     | 0     | 0                | 0                | 0                     | 0                     | 0     | 0     |
| Total carrera                            | Total carrera | Total carrera | 18    | 0     | 0                | 0                | 0                     | 0                     | 18    | 0     |